# کبیر هلمینسکی
کبیر هلمینسکی(به انگلیسی: Kabir Helminsky) مولوی شناس، محقق، نویسنده و موسیقیدان آمریکایی و مدیر وبگاه انجمن Threshold Society است. وی همچنین شیخ سلسله مولویه است.
او مبانی و اصول صوفیه را در قونیه و در خانقاه مولویه نزد سلیمان لوراس فراگرفت و در سال ۱۹۹۰ مقام شیخی را از جلال الدین چلبی رئیس سلسله مولویه دریافت کرد. علاوه برکتاب‌های عرفانی که خود نوشته است، آثار مولوی را به انگلیسی ترجمه نموده و کتابهایش به اکثر زبان‌های اروپایی ترجمه شده‌است. کبیر در سال ۲۰۰۹ به عنوان یکی از ۵۰۰ مسلمان تأثیرگذار شناخته شده‌است.